# ГЕС Tàipíngyì
ГЕС Tàipíngyì (太平驿水电站) — гідроелектростанція у центральній частині Китаю в провінції Сичуань. Знаходячись між ГЕС Футанг (вище по течії) та ГЕС Yìngxiùwān, входить до складу каскаду на річці Міньцзян, великій лівій притоці Дзинші (верхня течія Янцзи). 
В межах проекту річку перекрили бетонною греблею довжиною 211 метрів, яка утримує витягнуте на 1 км невелике водосховище з об'ємом 750 тис м3 та можливим коливанням між позначками 1075,5 та 1079,3 метра НРМ. Звідси прокладено дериваційний тунель довжиною 10,6 км з діаметром 9 метрів, який переходить у два наіпрні водоводи діаметром по 6 метрів (перед машинним залом кожен розгалужується на два водоводи з діаметрами по 4 метри). В системі також працюють два вирівнювальні резервуари висотою 76 метрів та діаметрами по 26 метрів. 
Основне обладнання станції становлять чотири турбіни типу Френсіс потужністю по 65 МВт, котрі використовують напір у 108 метрів та забезпечують виробництво 1530 млн кВт-год електроенергії на рік.
12 травня 2008 року внаслідок землетрусу виявилась заблокованою відвідна споруда станції, що призвело до затоплення генераторів. Осушити приміщення вдалось лише через 40 діб, а ремонт обладнання розпочався у вересні. Всі блоки відновили роботу в 2009 році.